# Maiao
Maiao, andere Namen: Tapamanoa, Tabuaemanu, Tubuai Manu, alte Namen: Sir Charles Saunders Island (Wallis), La Pelada (Boenechea), Beiname: „Die verbotene Insel“ (französisch: l'île interdite), ist eine kleine, spärlich besiedelte Insel im Südpazifik. Sie gehört geographisch zu den Gesellschaftsinseln (französisch: Îles de la Société), genauer zu den Inseln über dem Winde (französisch: Îles du Vent) und politisch zu Französisch-Polynesien.

## Geografie

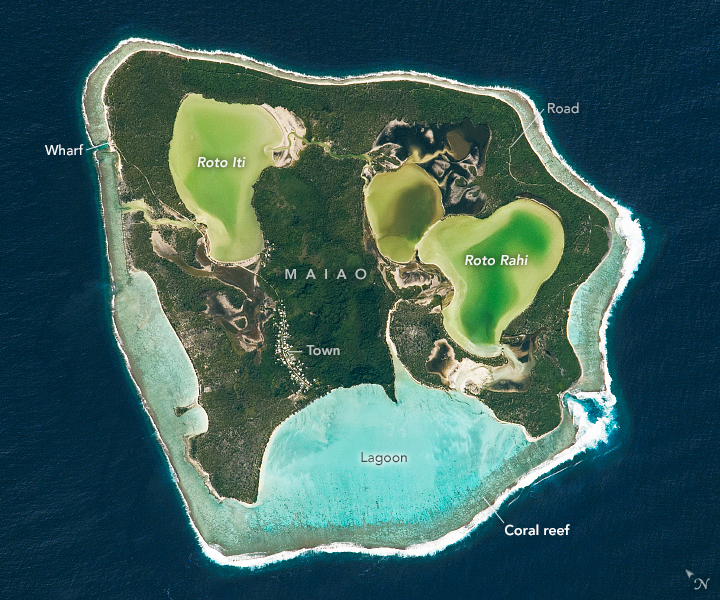
Maiao im Juli 2021

Maiao ist die westlichste der „Inseln über dem Winde“ und liegt rund 80 Kilometer im Westen von Moorea. Die 8,04 km² große Insel ist ein Atoll, dessen Hauptinsel vulkanischen Ursprunges ist.  Ein Riffkranz umgibt Maiao in relativ geringem Abstand, nur im Südwesten weitet sich das Riff auf, sodass eine Lagune entstehen konnte. Die einzige, nur für kleine Boote befahrbare Passage befindet sich im Süden.
In der Aufsicht fallen zwei große, landschaftsprägende Salzwasserseen auf, Roto iti (kleine Lagune, früher Roto Teraro) im Norden und Roto rahi (große Lagune) im Osten. Es sind Lagunen, die durch tektonische Hebungsprozesse weitgehend vom Ozean abgeschnitten wurden und durch Verdunstung schrumpfen.
Die Hauptinsel ist recht flach, sie liegt nur wenig über der Meeresoberfläche. Die ausgedehnte Küstenebene besteht aus Korallensand und -trümmern. Im Zentrum erhebt sich jedoch eine dicht bewachsene basaltische Formation, die im Rāve'a eine Höhe von 154 m erreicht.
Die einzige Ansiedlung, Taora O Mere, liegt am Fuße dieser Erhebung im Südwesten, zwischen Roto iti und der Küste.

## Flora und Fauna
Über die Flora von Maiao liegt bisher keine umfassende wissenschaftliche Dokumentation vor. Von der ursprünglichen Vegetation der niederen Inselbereiche ist, außer in den sumpfigen Lagen, kaum etwas verblieben, da in der ersten Hälfte des 20. Jahrhunderts umfangreich für die Anlage von Kokosplantagen gerodet wurde. Die steilen Hänge in der Inselmitte sind überwiegend mit niedrig wachsenden, tropischen Baum- und Straucharten, durchsetzt mit Pandanus, sowie mit Farnen bedeckt.
An den beiden Binnenseen kommen zwei indigene Vogelarten vor: Der Riffreiher (Egretta sacra), ein in Ozeanien häufiger Schreitvogel aus der Familie der Reiher und die Augenbrauenente (Anas superciliosa) ein im westlichen Südpazifik ebenfalls verbreiteter Entenvogel. Darüber hinaus nisten auf der Insel mehrere Arten von Seevögeln, darunter zwei Arten der Fregattvögel (Fregatidae), der Noddi (Anous stolidus) und die Feenseeschwalbe (Gygis alba).

## Geschichte
Über die polynesischen Ureinwohner ist wenig bekannt, systematische archäologische Grabungen hat es auf Maiao bisher nicht gegeben. Überreste einer Zeremonialanlage, des Marae Ahu Tii, gibt es noch nördlich der Siedlung, unmittelbar am Ufer des Sees Roto iti. Die steinerne Plattform aus senkrecht stehenden Kalksteinplatten, mit Korallenschutt aufgefüllt, erhob sich einst bis zu einer Höhe von zwei Metern. Einige große Steinplatten im Zentrum des Dorfes deuten noch auf den Marae Nuutapu hin, einst die königliche Zeremonialanlage. Nach dem Bericht des Missionars und Forschungsreisenden William Ellis gab es noch mindestens eine weitere Zeremonialplattform auf der Insel, den Marae Taaroa, der heute nicht mehr zu lokalisieren ist.:277
Die Gesellschaftsinseln wurden um 200 v. Chr. von Tonga und Samoa aus besiedelt. Wie auf den übrigen polynesischen Inseln auch, hatte sich mit der Zeit eine Stammesgesellschaft entwickelt. Maiao war in voreuropäischer Zeit jedoch abhängig von der nördlich gelegenen Nachbarinsel Huahine und wurde von der Königsfamilie Atu tii von Huahine regiert.
Der britische Marineoffizier Samuel Wallis entdeckte am Morgen des 28. Juli 1767, einen Tag nachdem er von Moorea abgesegelt war, Maiao für Europa. Er nannte sie „Sir Charles Saunders Island“ nach dem Ersten Lord der Admiralität Sir Charles Saunders. Wallis betrat die Insel zwar nicht, ließ jedoch eine recht genaue Seitenansicht von Maiao zeichnen. Zu möglichen Bewohnern macht Wallis keine Angaben. Zu einer Begegnung mit den Insulanern kam es nicht.
Während seiner zweiten Reise in den Pazifik (1774–1775) erreichte der Spanier Domingo de Boenechea am 8. Januar 1775, gegen 08.00 Uhr morgens, die Insel Maiao, ging jedoch ebenfalls nicht an Land. Auch er begegnete keinen Bewohnern und ließ nur eine grobe Lageskizze der Insel zeichnen. Wegen der niedrig wachsenden Vegetation taufte Boenechea sie „La Pelada“ (dt.: Glatzkopf, die Kahle).
Der britische Missionar und Forschungsreisende William Ellis, der sich ab 1816 auf Tahti, Hawaii und anderen Inseln des Südpazifiks aufhielt, schilderte die Bewohner Maiaos als wilde Kannibalen. Unter „König“ Tamatefetu sei es üblich gewesen, besonders korpulente Besucher der Insel in einen Hinterhalt zu locken und sie zu ermorden. Sodann hüllte man die Körperteile in Bananen- und Hibiskusblätter und kochte sie in einem Erdofen, um sie zu verspeisen. Eines Tages habe des Königs Frau Feite, so schreibt Ellis, ein Gespräch Tamatefetus mit seinen Kriegern belauscht, die planten ihren Bruder Tebuoroo zu beseitigen. Sie konnte zwei Männer gewinnen, die unter der Tyrannei des Königs zu leiden hatten. Als Tamatefetu im Meer badete, schlichen sie sich von hinten an und steinigten ihn zu Tode. 
Ellis nennt die Insel Tabuaemanu und gibt an, es sei der „bei den Eingeborenen gebräuchliche Name“.:272
Ein weiterer bedeutender Besucher war Charles Darwin. Er studierte und beschrieb die Geografie der Insel und verwendete die gewonnenen Erkenntnisse für seine Theorie der Entwicklung der Atolle.
Am 9. September 1842 verkündete der französische Konteradmiral Abel Aubert Dupetit-Thouars das vorläufige Protektorat Frankreichs über die Gesellschaftsinseln. Im November 1843 wurden die Abmachungen durch einen Vertrag mit Königin Pomaré IV. von Tahiti bestätigt und 1844 auch von Frankreich formell anerkannt. Ihr Sohn Pomaré V. dankte am 29. Juni 1880 ab. Als Folge fiel der gesamte Archipel der Gesellschaftsinseln endgültig an Frankreich, auch Maiao wurde damit französische Kolonie.
Eric Trower, ein britischer Abenteurer und Besitzer eines Hotels sowie einer kleinen Plantage auf Moorea, begann in den 1920er Jahren auf Maiao Landrechte billig aufzukaufen von Familien, die Maiao verlassen und sich auf anderen Inseln angesiedelt hatten. Er vermutete auf der Insel ergiebige Phosphatlager, die er ausbeuten wollte. Als ihm Geologen versicherten, dort gäbe keine abbauwürdigen Vorkommen, plante er, großflächig Kokosplantagen anzulegen, um in das damals noch lukrative Kopra-Geschäft einzusteigen. Seine mitgebrachten Arbeitskräfte bepflanzten umfangreiche Areale auf eigenem, kultiviertem oder erschlossenem Land, auf dem der natürliche Bewuchs durch Brandrodung zerstört wurde. Da es auf Maiao keinen Behördenvertreter gab und Trower zudem über die einzigen Feuerwaffen auf der Insel verfügte, ließen sich die Bewohner einschüchtern und räumten ihm immer mehr Rechte ein. Ihm „gehörte“ schließlich die halbe Insel, die er als sein ureigenstes „Imperium“ betrachtete, und er kontrollierte sowohl die gesamte Kopraproduktion, als auch den Verkehr und den Handel zwischen Maiao und den anderen Inseln. Das änderte sich erst als französische protestantische Missionare 1931 die Insel erreichten und den Fall dem französischen Gouverneur in Papeete vortrugen. Trower musste die Familien angemessen entschädigen und alle Landrechte in eine Kooperative (Maiao Co-op) überführen. Als auch noch der Kopra-Preis verfiel, ging seine Firma in Konkurs und Trower nahm sich das Leben. Aus diesen Erfahrungen wurde Nicht-Polynesiern verboten, sich auf Maiao anzusiedeln, ein Verbot, das prinzipiell heute noch gültig ist. Daraus resultiert auch der Beiname „Die verbotene Insel“.
Zwischen den 1930er und den 1950er Jahren erreichten nicht mehr als fünf Schiffe das isolierte Maiao. Die Insulaner waren fast vollständig von einer Versorgung mit Gütern, die sie nicht selbst herstellten, abgeschnitten. Es gab Hungerperioden und viele Menschen starben, weil sie ohne jegliche medizinische Versorgung blieben. Erst Mitte der 1950er Jahre besserte sich die Situation. Als Fisch auf den Märkten Tahitis durch den wachsenden Tourismus immer begehrter wurde, lieferten die Einwohner von Maiao entweder selbst Fisch oder verkauften Fischfangkonzessionen für ihre Lagune. Ein regelmäßiger Bootsverkehr setzte ein und auch die Kopraproduktion nahm wieder zu. In den späten 1950er Jahren wurde auch eine behördliche Radioverbindung mit Tahiti eingerichtet.

## Wirtschaft und Verwaltung
Maiao hat heute 335 Einwohner, die alle im Dorf Taora O Mere im Südwesten leben. Maiao bildet mit der weiter östlich gelegenen Insel Moorea eine eigenständige Gemeinde (Commune de Moorea) und ist eine von sechs communes associées (Teilgemeinden). Die Gemeinde Moorea-Maiao wird durch eine Unterabteilung (Subdivision administrative des Îles du Vent) des Hochkommissariats von Französisch-Polynesien (Haut-commissariat de la République en Polynésie française) mit Sitz in Papeete verwaltet.
Die Bewohner Maiaos leben vorwiegend von der Subsistenzwirtschaft. Die wichtigsten Anbauprodukte auf kleinen Feldern und in Hausgärten sind Maniok, Taro, Yams, Süßkartoffeln und zahlreiche Kürbisarten. Bananen, Brotfrüchte und Kokosnüsse sind auch weiterhin bedeutende, traditionelle Grundnahrungsmittel. Mittlerweile haben sich ursprünglich aus Südamerika stammende Guavenbüsche stark verbreitet und überwuchern die aufgegebenen Plantagen. Schweine und Hühner werden in jedem Haushalt gehalten, weitere Grundnahrungsmittel sind selbst gefangene Fische, Muscheln und Krustentiere. Maiao ist für seine großen und schmackhaften Krabben bekannt, die auf dem Markt in Papeete gute Preise erzielen.
Exportiert werden Kopra in geringem Umfang, selbstgewebte Pandanusmatten sowie einige Früchte für die lokalen Märkte.

## Infrastruktur
Das Korallenriff hat nur eine einzige Passage im Süden, die lediglich für kleine Boote befahrbar ist. Die einzelnen Teile der Insel werden von einer unbefestigten Ringstraße erschlossen, die über Nebenwege auch die verstreut liegenden Kokosplantagen zugänglich macht.
In dem einzigen Dorf ist eine kleine Vor- und Grundschule (école maternelle et primaire) eingerichtet, für die weiterführende Ausbildung müssen die Kinder die Insel verlassen. Ärztliche Versorgung gibt es nur in Afareaitu auf der Nachbarinsel Moorea.

## Tourismus
Maiao wird von Touristen selten besucht. Die Insel ist schwer erreichbar, da es keinen Flugplatz und keinen regelmäßigen Fährverkehr zu den Nachbarinseln gibt. Ein kleines Versorgungsschiff verkehrt unregelmäßig, durchschnittlich einmal im Monat, von Tahiti. Maiao hat auch sonst keine touristische Infrastruktur: keine Hotels oder Touristenunterkünfte, keine Bank und keine Restaurants. Privatunterkünfte werden normalerweise nicht vermietet, für einen längeren Aufenthalt ist die persönliche Einladung eines Inselbewohners erforderlich. Alle Pläne der Administration, Touristen auf die Insel zu bringen, die über einige sehr schöne Sandstrände im Naturzustand verfügt, wurden bisher von den Bewohnern erfolgreich blockiert.

## Fotogalerie

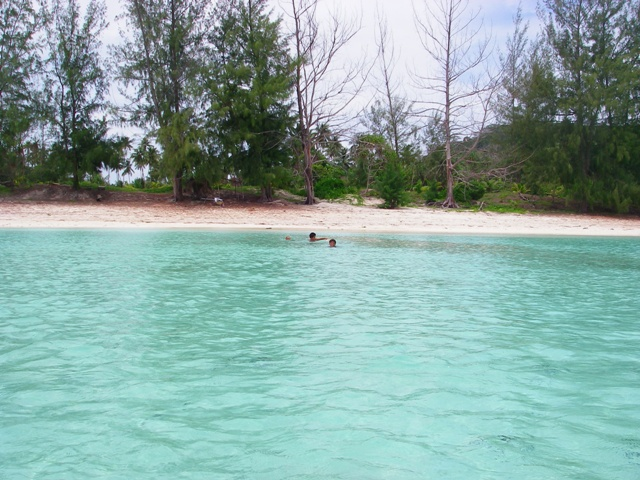
Strandansicht
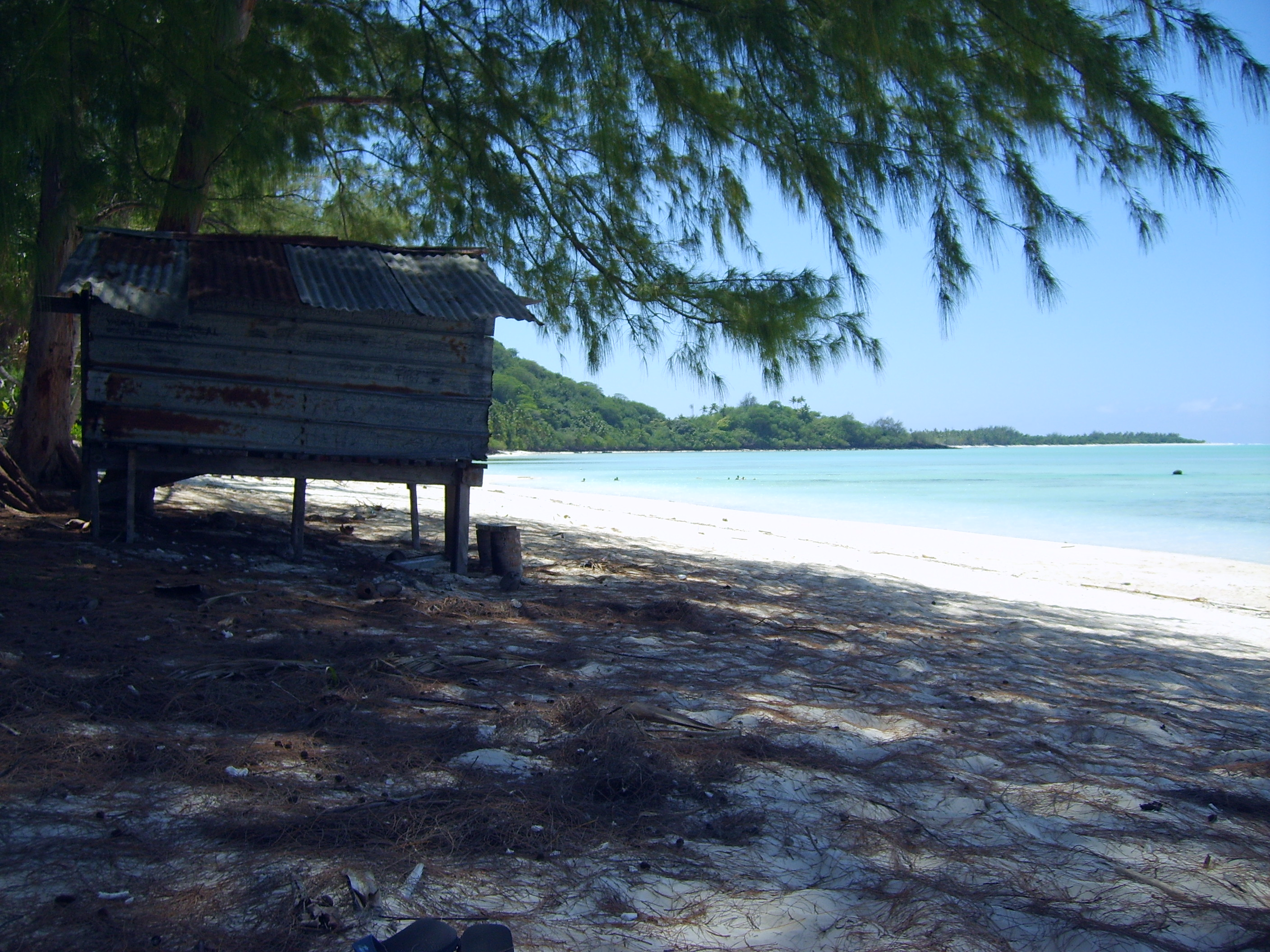
Strand von Maiao
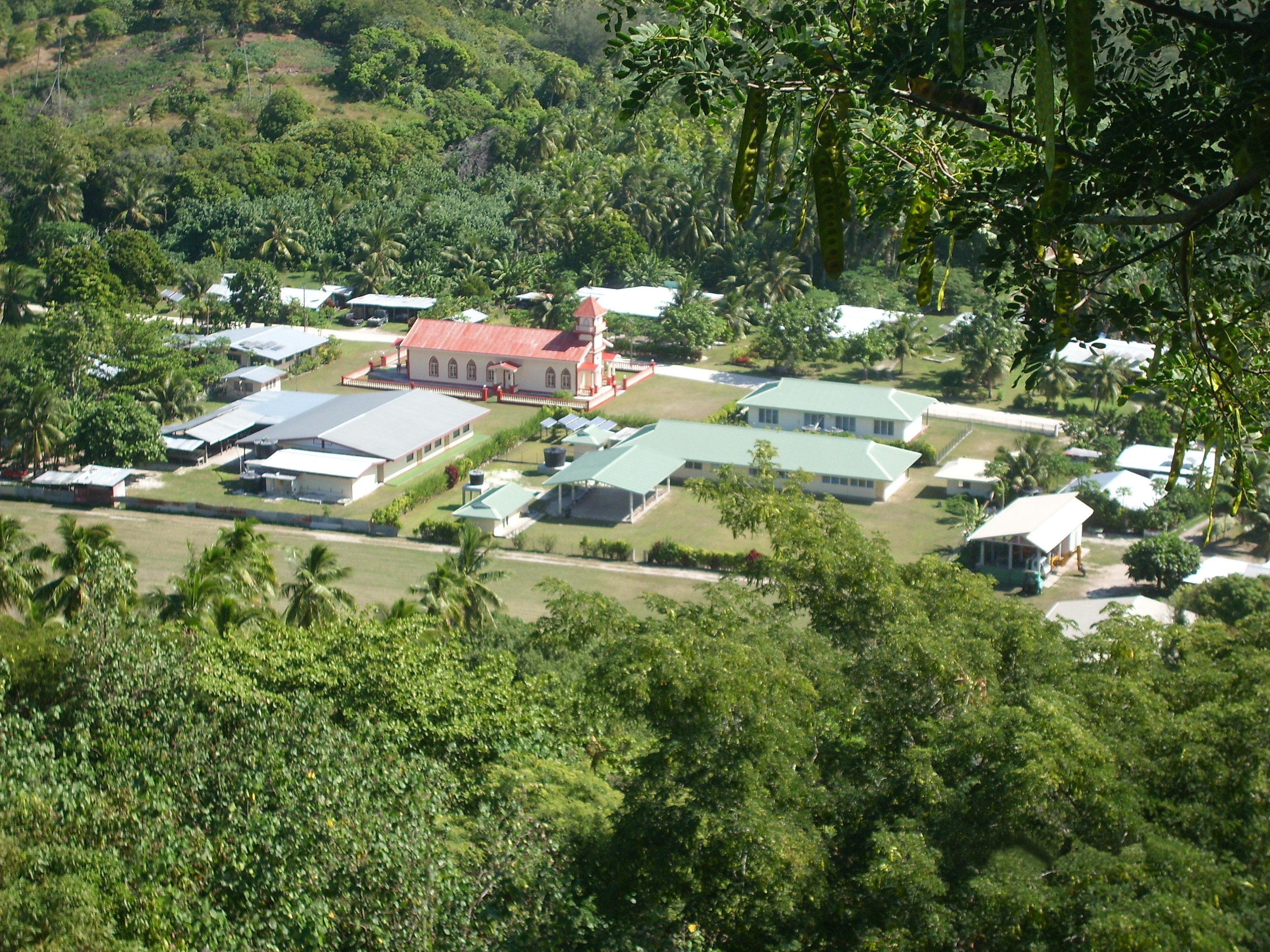
Dorfansicht